# The Incredible Machine
The Incredible Machine (também conhecida como TIM) é uma série de jogos para computador, originalmente projetados e programados por Kevin Ryan, produzidos por Jeff Tunnell (parte da atualmente falida Jeff Tunnell Productions) e publicados pela Dynamix; as versões que apareceram entre 1993 e 1995 são de autoria da mesma equipe de desenvolvimento, mas os títulos do final de 2000 e de 2001 tiveram designers diferentes. Todas as versões foram publicadas pela Sierra Entertainment.

## Objetivo
O objetivo geral dos jogos é criar uma série de dispositivos Heath Robinson ou Rube Goldberg: dispondo uma coleção de objetos em um padrão complexo desnecessário para desempenhar uma tarefa simples (como, por exemplo, “pôr a bola na caixa” ou “acender um candeeiro”). Pode se disponibilizar desde cordas e polias simples até geradores elétricos, bolas de boliche, e até mesmo gatos e ratos. Normalmente, as fases tinham algum tipo de objeto fixo que não poderia ser movido pelo jogador, e, portanto, a única maneira de se resolver o quebra-cabeça é dispondo, cuidadosamente, os objetos oferecidos em volta dos itens fixos. Também há uma opção livre que permite que o usuário possa jogar com todas as peças sem nenhum objetivo fixo ou construir os seus próprios quebra-cabeças com objetivos para que outros jogadores pudessem resolver.
Os jogos simulavam não apenas as interações físicas entre os objetos, mas também os efeitos ambientais como a variação da pressão de ar e a gravidade. A engine não usava qualquer gerador numérico aleatório ao simular a física do jogo, o que assegura que os resultados para qualquer “máquina” são reproduzíveis.

## Versões
A série apresentou as seguintes versões:
- The Incredible Machine (1992, MS-DOS/Macintosh/3DO)
- The Even More Incredible Machine (1993, MS-DOS/Microsoft Windows, Macintosh)
- Sid & Al’s Incredible Toons (1993, MS-DOS)
- The Incredible Toon Machine (1994, Microsoft Windows, Macintosh)
- The Incredible Machine 2 (1994, MS-DOS/Macintosh)
- The Incredible Machine 3 (1995, Microsoft Windows/Macintosh)
- Return of the Incredible Machine: Contraptions (2000, Microsoft Windows/Macintosh)
- The Incredible Machine: Even More Contraptions (2001, Microsoft Windows/Macintosh)

Os criadores da série foram criticados pelos fãs por reciclarem conteúdo, mais especificamente todos os jogos após The Incredible Machine 2, ao invés de criarem novas adições aos jogos.

### The Incredible Machine
The Incredible Machine, o primeiro jogo da série, seria originalmente desenvolvida à Electronic Arts para o Commodore 64 em 1984, mas, ao invés, a Dynamix trabalhou com o Arcticfox para o Amiga e o projeto The Incredible Machine não começou até a chegada de 1993. The Even More Incredible Machine era, na verdade, uma versão estendida do original The Incredible Machine e tinha por volta de 160 fases, quase o dobro do número de fases do primeiro jogo, e também tinha alguns objetos a mais.

### The Incredible Machine 2
The Incredible Machine 2 apresentou novas fases, uma coleção maior de objetos, uma nova interface, gráficos, som e música melhorados significantemente, e jogo a dois jogadores (hotseat, alternando entre rodadas). Ele também melhorou o modo livre, permitindo que os jogadores criassem quebra-cabeças completos definindo não apenas as partes participantes, mas também o conjunto de circunstâncias sob as quais o quebra-cabeça seria considerado como resolvido. Em termos de jogabilidade, esta versão providenciou as maiores adições à série, pois as atualizações subseqüentes foram, basicamente, apenas adaptações do jogo a sistemas operacionais mais novos com gráficos e som atualizados e, às vezes, novos quebra-cabeças, mas sem novos itens.

### The Incredible Machine 3
The Incredible Machine 3, intitulado como Professor Tim’s Incredible Machines em alguns dos lançamentos, continha as mesmas fases de The Incredible Machine 2, mas apresentava uma nova interface, além de dar compatibilidade ao Windows 3.1. Ele também permitia que o jogador montasse cenários para os quebra-cabeças e redimensionasse a área de jogo.

### The Incredible Machine: Even More Contraptions
Even More Contraptions permitia que os jogadores compartilhassem os seus quebra-cabeças montados através de um serviço conhecido como “WonSwap”, mas, devido à idade do jogo, este serviço já não existe mais.

### Incredible Toons
Sid & Al’s Incredible Toons e The Incredible Toon Machine, criados por Chris Cole, não são, oficialmente, parte da série, mas, essencialmente, versões em cartoon do mesmo conceito.

## Premiações
The Incredible Machine foi o vencedor de vários prêmios graças ao seu estilo inovador e suas habilidades de simulação. A inovação foi tanta que Sid & Al’ Incredible Toons deu a Jeff Tunnell e Chris Cole uma patente pelos conceitos do jogo.

## Disponibilidade
Hoje em dia, alguns jogos da série The Incredible Machine são muito difíceis de serem encontrados, exceto em redes peer-to-peer, em lojas de softwares usados e em sites de leilão como eBay. A publicadora original, a Dynamix, foi fechada em 2001 pela associada Sierra, que, por sua vez, foi fechada pela Vivendi Universal. Entretanto, The Incredible Machine: Even More Contraptions pode ser encontrado pela GameTap e pela Hoyle Puzzle Games 2005.
Uma versão para celular foi desenvolvida pela Mobile Interactions Group e publicada pela Vivendi Games Mobile em 2006.
Foi anunciado que o primeiro jogo seria disponibilizado para download para o Xbox 360 através do serviço Xbox Live Arcade, mas, até agora, nenhum preço foi especificado e a única data de lançamento mencionada foi 2009.